# Cherif Younousse
Cherif Younousse Samba, né le 22 mai 1995 à Dakar (Sénégal), est un joueur de beach-volley qatarien.

## Carrière
Cherif Younousse est médaillé d'argent aux Jeux asiatiques de plage de 2016 (en) à Da Nang avec Jefferson Pereira (en). Avec Ahmed Tijan, il est médaillé d'or aux Jeux asiatiques de 2018 à Palembang, médaillé de bronze au tournoi masculin de beach-volley aux Jeux olympiques d'été de 2020 à Tokyo ainsi qu'aux Championnats d'Asie de beach-volley en 2021. Le duo est ensuite médaillé d'or aux Championnats d'Asie 2022 à Bandar Abbas ainsi qu'aux Jeux asiatiques de 2022 à Hangzhou.